# 工山镇
工山镇，是中华人民共和国安徽省芜湖市南陵县下辖的一个乡镇级行政单位。

## 行政区划
工山镇下辖以下地区：
桂镇村、跃进村、大工村、高岭村、工一村、工山村、万安村、柏一村、柏二村、山峰村、戴汇村、乔村、桃园村、春福村、童村、象山村、天官村和红星村。